# 2000–2001-es magyar férfi vízilabda-bajnokság (első osztály)
A 2000–2001-es magyar férfi vízilabda-bajnokság a kilencvenötödik magyar vízilabda-bajnokság volt. A bajnokságban tizenkét csapat indult el, a csapatok egy kört játszottak. Az alapszakasz után az 1-6. és a 7-12. helyezettek az addigi eredményeiket megtartva újabb két kört játszottak egymással. A középszakasz után az 1-4. helyezettek play-off rendszerben játszottak a bajnoki címért. A párharcok (a döntő kivételével) az alapszakaszbeli eredményeket is beszámítva 8 pontig tartottak.
Az ÚVMK Eger új neve Egri VK lett.

## Alapszakasz
| #   | Csapat                  | M  | Gy | D | V | G+  | G-  | P  | Megjegyzés     |
| --- | ----------------------- | -- | -- | - | - | --- | --- | -- | -------------- |
| 1.  | Bp. Honvéd-Domino       | 11 | 10 | 0 | 1 | 126 | 66  | 20 |                |
| 2.  | BVSC-Brendon            | 11 | 9  | 1 | 1 | 119 | 72  | 19 |                |
| 3.  | Vasas SC-Plaket         | 11 | 9  | 0 | 2 | 137 | 81  | 18 |                |
| 4.  | Ferencvárosi TC-Mirato  | 11 | 6  | 2 | 3 | 122 | 92  | 14 |                |
| 5.  | Újpesti TE-Humet        | 11 | 4  | 4 | 3 | 82  | 74  | 12 |                |
| 6.  | Tabán Trafik-Szegedi VE | 11 | 5  | 2 | 4 | 84  | 81  | 12 |                |
| 7.  | UPC-Egri VK             | 11 | 4  | 3 | 4 | 84  | 91  | 11 |                |
| 8.  | Csanádi Árpád KSI       | 11 | 2  | 3 | 6 | 67  | 109 | 7  |                |
| 9.  | Kontavill-Szentesi VK   | 11 | 3  | 1 | 7 | 63  | 87  | 7  |                |
| 10. | OSC-British Knights     | 11 | 3  | 0 | 8 | 80  | 119 | 6  |                |
| 11. | Szolnoki VSC            | 11 | 1  | 1 | 9 | 68  | 114 | 3  |                |
| 12. | MAFC-P&P                | 11 | 0  | 3 | 8 | 61  | 107 | 1  | 2 pont levonva |

* M: Mérkőzés Gy: Győzelem D: Döntetlen V: Vereség G+: Dobott gól G-: Kapott gól P: Pont

## Középszakasz

### A csoport
| #  | Csapat                  | M  | Gy | D | V  | G+  | G-  | P  |
| -- | ----------------------- | -- | -- | - | -- | --- | --- | -- |
| 1. | Bp. Honvéd-Domino       | 21 | 16 | 2 | 3  | 207 | 137 | 34 |
| 2. | BVSC-Brendon            | 21 | 15 | 3 | 3  | 200 | 139 | 33 |
| 3. | Vasas SC-Plaket         | 21 | 14 | 2 | 5  | 218 | 152 | 30 |
| 4. | Ferencvárosi TC-Mirato  | 21 | 9  | 4 | 8  | 197 | 166 | 22 |
| 5. | Újpesti TE-Humet        | 21 | 5  | 9 | 7  | 130 | 131 | 19 |
| 6. | Tabán Trafik-Szegedi VE | 21 | 7  | 3 | 11 | 147 | 170 | 12 |

### B csoport
| #   | Csapat                | M  | Gy | D | V  | G+  | G-  | P  | Megjegyzés     |
| --- | --------------------- | -- | -- | - | -- | --- | --- | -- | -------------- |
| 7.  | UPC-Egri VK           | 21 | 11 | 4 | 6  | 177 | 161 | 26 |                |
| 8.  | Kontavill-Szentesi VK | 21 | 12 | 1 | 8  | 176 | 167 | 25 |                |
| 9.  | Csanádi Árpád KSI     | 21 | 6  | 6 | 9  | 154 | 203 | 18 |                |
| 10. | OSC-British Knights   | 21 | 7  | 1 | 13 | 170 | 215 | 15 |                |
| 11. | Szolnoki VSC          | 21 | 4  | 2 | 15 | 154 | 199 | 10 |                |
| 12. | MAFC-P&P              | 21 | 0  | 3 | 18 | 130 | 220 | 1  | 2 pont levonva |

* M: Mérkőzés Gy: Győzelem D: Döntetlen V: Vereség G+: Dobott gól G-: Kapott gól P: Pont

## Rájátszás
Elődöntő: Bp. Honvéd-Domino–Ferencvárosi TC-Mirato 12–5, 11–10, 8–9, 8–9, 11–8 és BVSC-Brendon–Vasas SC-Plaket 6–5, 5–13, 12–11, 6–7, 14–8, 10–9
Döntő: Bp. Honvéd-Domino–BVSC-Brendon 10–12, 11–9, 12–8, 12–11